# Abdeslam Baraka
Abdeslam Baraka, né le 5 mai 1955 à Tétouan, est un avocat et homme politique marocain, affilié au parti de l'Union constitutionnelle. Il a été ministre et ambassadeur du Maroc à plusieurs reprises.

## Biographie
Ce natif de Tétouan, commence sa carrière professionnelle en tant qu'avocat au barreau de sa ville natale. Il est élu lors des législatives de 1984 député de la ville Tétouan sous les couleurs de l'Union constitutionnelle. Lors des législatives de 1993, il est réélu député.
Le 22 avril 1987, lors du remaniement ministériel du gouvernement Lamrani IV/Laraki, il est nommé ministre chargé des Relations avec le Parlement en remplacement de Tahar Afifi.
Le 31 janvier 1995, il est nommé ministre chargé des Relations avec le Parlement dans le gouvernement Filali II. Le 13 août 1997, lors de la formation du gouvernement Filali III, El Mostapha Sahel lui succède au poste.
Le 9 mars 2013,  Abdeslam Baraka est nommé au poste d'ambassadeur du Maroc en Arabie saoudite, poste resté vacant depuis le décès de Abdelkarim Semmar en 2009. 
Il a également été ambassadeur du Maroc auprès de l'Espagne, de l'Argentine et de la république orientale de l'Uruguay.